# スタンダード・フレックス
スタンダード・フレックス（英語: Standard Flex, StanFlex）とは、軍艦の設計コンセプトの一つ。装備をモジュール化することで、換装・更新を容易にし、運用の柔軟性を高めることを目的としており、1980年代末より、デンマーク海軍において順次採用されている。

## 来歴
1980年代初頭、デンマーク海軍は3艦級の小型艦艇を代替する必要に迫られていた。しかし、これらの艦級に属する22隻の全艦艇を一対一で更新することは、財政的制約から困難であり、より少ない隻数でできる限り効率的に任務を遂行することが求められた。
この要請に応じて開発されたのが、スタンダード・フレックス・コンセプトであった。これは、装備をモジュール化し、任務に応じて適宜に換装して、機動的に運用することにより、軍事資源を適正に配分し、効率的に任務を遂行できるという分析に基づいていた。本コンセプトの初適用艦艇として開発されたのがSF-300型であり、1983年から1984年に行なわれた研究では、モジュール3個を有する16隻のSF-300型によって、従来は3艦級・計22隻の艦艇で行なわれていた任務を代替可能であると見積もられた。
SF-300型はフリーヴェフィスケン級哨戒艇として1985年より建造に入ったが、財政的問題により、建造数は2隻削減され、計14隻となった。また、これ以降に建造・改修されたデンマーク海軍の戦闘艦全艦が、スタンダード・フレックス・コンセプトの適用を受けており、これにより、装備の標準化が実現された。

## 設計
スタンフレックス・モジュールの開発・製造は、モンベルグ・トルステン社によって行なわれている。各モジュールはステンレス製で、大きさは全長3メートル×全幅3.5メートル×全高2.5メートルである。このコンテナ状モジュールのなかに各用途の装備を搭載し、モジュール単位で艦艇に搭載することになる。
モジュールの揚降は15トンの移動式クレーンによって行なわれる。装備の物理的換装作業は30分以内に完了し、換装された装備は数時間以内に使用可能な状態となる。
使用していないモジュールは、不安定な甲板上ではなく、安定した陸上の屋内で管理することができることから、維持・管理のコストは大幅に削減された。また、整備のために装備を陸揚げしなければいけない時でも、その艦艇は違う装備を搭載して任務に就くことができることから、艦艇を手持無沙汰にしておく必要がなくなった。
| タイプ       | 装備                                                          | 保有数 |
| ------------ | ------------------------------------------------------------- | ------ |
| SSM          | ハープーン連装発射筒×2基                                      | 10     |
| SAM          | Mk.48 mod.3 VLS×1基 (6セル:シースパロー用)                    | 10     |
| SAM          | Mk.56 mod.3 VLS×1基 (6セル:ESSM短SAM用)                       | 10     |
| 艦砲         | オート・メラーラ 76mm単装速射砲×1基                           | 19     |
| ASW          | 短魚雷連装発射管(MU90用)                                      | 4      |
| VDS          | タレス社製TSM-2640サーモン・ソナー                            | 4      |
| MCM          | 無人掃討艇（MSF型、MRD型）およびダブル・イーグルROVの指令設備 | 5      |
| クレーン     | 複合艇および降下・揚収用クレーン（機雷敷設にも転用可能）      | 18     |
| クレーン     | チタン製非磁性クレーン（機雷戦用）                            | 4      |
| 海洋観測     |                                                               | 2      |
| 対公害戦     |                                                               | 3      |
| 輸送         |                                                               | 15     |
| SIGINT/ELINT |                                                               | 1      |

## 運用
| スタンフレックス・ シリーズ名 | 艦級名                                   | モジュール・スロット数 | モジュール・スロット数 | モジュール・スロット数 | 就役数   |
| スタンフレックス・ シリーズ名 | 艦級名                                   | 前甲板                 | 中部甲板               | 後甲板                 | 就役数   |
| ----------------------------- | ---------------------------------------- | ---------------------- | ---------------------- | ---------------------- | -------- |
| SF- 100                       | MSF型無人掃討艇                          |                        |                        | 1                      | 4        |
| (シリーズ外)                  | MRD型無人掃討艇                          |                        |                        | 2                      | 6 (予定) |
| SF- 300                       | フリーヴェフィスケン級哨戒艇             | 1                      |                        | 3                      | 2        |
| (シリーズ外)                  | ニールス・ユール級コルベット             |                        |                        | 2                      | 0        |
| (シリーズ外)                  | クヌート・ラスムッセン級哨戒艦           | 1                      |                        | 1                      | 2        |
| SF-3000                       | セティス級フリゲート                     | 1                      | 2                      |                        | 4        |
| SF-3500                       | アブサロン級多目的支援艦                 |                        | 5                      |                        | 2        |
| SF-3500                       | イーヴァル・ヒュイトフェルト級フリゲート |                        | 6                      |                        | 3 (予定) |

スタンダード・フレックス・コンセプトの初期構想では、必要に応じて装備を換装し、艦艇を複数の役割に投入することも考慮されていたが、実際には、基本的には各艦艇の任務は固定されている。